# 4-氯苯甲醛
4-氯苯甲醛是一种有机化合物，化学式为C7H5ClO。它可由4-氯苯甲醇的氧化反应制得。它可以进一步被氧化为4-氯苯甲酸。它可以和丙二腈发生缩合反应，生成4-氯亚苄基丙二腈；和苄胺反应，得到N-(4-氯亚苄基)苄胺。